# Triplemanía IX
Triplemanía IX fue la edición número 9 de Triplemanía, evento de pago por visión de lucha libre profesional producido por la empresa mexicana Asistencia Asesoría y Administración. El evento se realizó el 24 de mayo de 2001 desde la Plaza de Toros "Caletilla" en Acapulco, Guerrero.
Esta edición fue la primera en ser realizada en la Plaza de Toros "Caletilla" de Acapulco, Guerrero.
También ha sido la octava sede en ser diferente lugar, después de las Triplemanía I, II, IV, V, VI, VII Y VIII.

## Resultados
- Sangre Chicana derrotó a Pirata Morgan y a El Cobarde en una Strap Match
  - Sangre Chicana toca los 6 esquineros y por consecuencia de esto el Pirata Morgan por intentar de evitarlo que lo hiciera se tuvo que rapar
  - Durante la lucha el Pirata Morgan jr intervino a favor del Pirata Morgan. También durante la lucha el Cobarde jr. intervino a favor del Cobarde
- La Parka, Octagón, Máscara Sagrada y Alebrije c/ Cuije  derrotaron a Abismo Negro, Cibernético, Electroshock y Máscara Maligna, en un Elimination Match
  - La Parka rindió a Abismo Negro con una quebradora de espalda
- Latin Lover derrotó a Heavy Metal, El Hijo del Perro Aguayo y a Héctor Garza, en un Elimination Match por la La Copa Triplemanía IX
  - Heavy Metal fue eliminado por Héctor Garza por cubrirlo con un "Tornillo" desde la tercera cuerda
  - El hijo del perro Aguayo fue eliminado por Latin Lover cubriéndolo con una "Hurracarana"
  - Finalmente Latin Lover rindió a Héctor Garza con un "cuatro" en las piernas y un "Cristo" en los brazos, al mismo tiempo
- Los Viper´s (Psicosis II, Histeria, Maniaco y Mosco de la Merced) derrotaron a Los Vatos Locos (El Picudo, Silver Cat, Espíritu y Nygma) en una lucha de relevos atómicos, reteniendo el Campeonato Nacional Atómico
  - Histeria cubrió a Nygma
  - Espiritu cubrió a Histeria
  - Simultáneamente Picudo cubrió a Maniaco y Psicosis cubrió a Silver Cat
  - Finalmente El Mosco de la Merced cubrió a Espiritú
- Octagoncito, Mascarita Sagrada y La Parkita derrotaron a Mini Abismo Negro, El Espectrito y Rocky Marvin
  - Mascarita Sagrada cubrió a Mini Abismo
  - Abismo Negro interfirió a favor de Mini Abismo Negro

## Comentaristas
- Arturo Rivera "El Rudo"
- Andrés Maroñas Escobar
- Jesús Zúñiga

- Datos: Q7843562